# Беликов, Михаил Александрович
Михаил Александрович Бе́ликов (укр. Михайло Олександрович Бєліков; 1940—2012) — советский и украинский кинорежиссёр, сценарист и кинооператор. Народный артист Украины (2000).

## Биография
В 1963 году окончил операторский факультет ВГИКа (мастерская Б. И. Волчека).
В 1973 году окончил Высшие курсы сценаристов и режиссёров, режиссерскую мастерскую И. А. Фрэза.
Работал на Харьковской студии телевидения.
С 1963 года работал оператором и режиссёром Киевской киностудии имени А. Довженко.
С 1986 года секретарь правления СК СССР.
В 1989―1991 годах избран Народным депутатом СССР от Союза кинематографистов СССР.
Умер 27 марта 2012 года.
Похоронен в пгт Козин Обуховского района Киевской области.

## Мировоззрение
Михаил Александрович утверждал, что культура — это не только кинематограф, живопись и театр, но это ещё и основа общества. Это категория, которая определяет уровень экономики и политики, а также характер отношений между человеком и обществом в целом. И в этом плане он считал, что ответственность лежит на интеллигенции. С одной стороны вечная социальная тема "в долгу перед народом", с другой — примеры преданного служения народу во времена сталинских репрессий, Голодомора и диссидентского движения. Кроме того, режиссёр напоминал и о случаях, когда интеллигенция себя дискредитировала, была носителем вредных идей, ведь Сталин создал творческие союзы, чтобы руками интеллигенции её же и уничтожить как классового врага. И многие представители интеллигенции подхватили эти лозунги и с удовольствием расправились со своими коллегами. Хвылевой, Шумский, Курбас - жертвы тридцатых годов, это "работа" творческих союзов. Досталось от них и народу, поскольку призыв к ликвидации "куркулей" был излюбленным призывом многих творческих лидеров, что нанесло непоправимый вред обществу и привело к огромным потерям. Из этого Михаил Александрович делал вывод об опасности политизации творческой интеллигенции, когда она становится носителем определенной идеологии, а в творчестве господствует диктатура идей. Режиссёр был уверен, что творческие союзы в том виде, в котором они были, должны исчезнуть и что в их функции не должны входить ни контроль над содержанием фильмов, ни направление творческих процессов в определённое русло.

## Фильмография

### Режиссёр
- 1973 — Старая крепость (сериал)
- 1975 — Красный петух плимутрок (ТВ)
- 1975 — Ральф, здравствуй!
- 1977 — На короткой волне
- 1979 — Скрытая работа
- 1981 — Ночь коротка
- 1985 — Как молоды мы были
- 1990 — Распад
- 1997 — Святое семейство
- 2002 — Золотая лихорадка

### Сценарист
- 1975 — Ральф, здравствуй
- 1981 — Ночь коротка
- 1985 — Как молоды мы были
- 1989 — Распад
- 1997 — Святое семейство
- 2002 — Золотая лихорадка

### Оператор
- 1963 — Стёжки-дорожки
- 1964 — Сказка о Мальчише-Кибальчише
- 1965 — Входящая в море
- 1966 — Кто вернётся — долюбит
- 1968 — Белые тучи
- 1969 — Варькина земля

### Актёр
- 1981 — Женщины шутят всерьёз — гость Жени (не указан в титрах)

## Призы и награды
- 1982 — Первый приз и Диплом за лучший фильм для детей и юношества XV Всесоюзного кинофестиваля, Таллин, за фильм «Ночь коротка» (1981).
- 1982 — Гран-при МКФ в Мангейме, ФРГ — за фильм «Ночь коротка» (1981).
- 1986 — Главный приз Всесоюзного кинофестиваля, Алма-Ата — за фильм «Как молоды мы были» (1986)
- 1986 — Государственная премия УССР имени Т. Г. Шевченко — за фильм «Как молоды мы были» (1985)
- 1988 — Заслуженный деятель искусств Украинской ССР
- 1990 — Золотая медаль МКФ, Венеция — за фильм «Распад» (1989).
- 1990 — Гран-при МКФ экологических кино- и телефильмов в Сантандери, Испания — за фильм «Распад» (1989).
- 1996 — Почётный знак отличия Президента Украины[5].
- 2000 — Народный артист Украины